# 15947 Мілліґан
15947 Мілліґан (15947 Milligan) — астероїд головного поясу, відкритий 2 січня 1998 року.
Тіссеранів параметр щодо Юпітера — 3,432.